# اچ‌ام‌اس اچ۲
اچ‌ام‌اس اچ۲ (به انگلیسی: HMS H2) یک زیردریایی بود که طول آن ۱۵۰ فوت ۳ اینچ (۴۵٫۸۰ متر) بود. این زیردریایی در سال ۱۹۱۵ ساخته شد.